# Thun Tigers
I Thun Tigers sono una squadra svizzera di football americano di Thun, fondata nel 2000 da ex giocatori dei Bern Grizzlies. Entro il primo decennio della loro esistenza sono riusciti a conquistare la promozione in Lega Nazionale A.

## Dettaglio stagioni

### Tackle football

#### Tornei nazionali

##### Campionato

###### Lega Nazionale A/Campionato SAFV
| Stagione | regular season | regular season | regular season | regular season | regular season | regular season | playoff | playoff | playoff | playoff | playoff | playoff          | playoff         |
|          | Vin            | Par            | Per            | Tot            | PF             | PS             | Vin     | Per     | Tot     | PF      | PS      | risultato        | avversaria      |
| -------- | -------------- | -------------- | -------------- | -------------- | -------------- | -------------- | ------- | ------- | ------- | ------- | ------- | ---------------- | --------------- |
| 2001     | 1              | 0              | 8              | 9              | 78             | 297            | -       | -       | -       | -       | -       | -                | -               |
| 2002     | 4              | 0              | 4              | 8              | 140            | 204            | 0       | 1       | 1       | 19      | 42      | Quarti di finale | Seaside Vipers  |
| 2003     | 4              | 0              | 5              | 9              | 181            | 241            | -       | -       | -       | -       | -       | -                | -               |
| 2004     | 3              | 0              | 6              | 9              | 201            | 197            | -       | -       | -       | -       | -       | -                | -               |
| 2007     | 0              | 0              | 8              | 8              | 42             | 433            | -       | -       | -       | -       | -       | -                | -               |
| 2022     | 5              | 0              | 5              | 10             | 256            | 233            | 0       | 1       | 1       | 0       | 45      | Semifinale       | Bern Grizzlies  |
| 2023     | 7              | 0              | 3              | 10             | 296            | 245            | 1       | 1       | 2       | 66      | 94      | Swiss Bowl       | Calanda Broncos |
| 2024     | 2              | 0              | 8              | 10             | 208            | 339            | -       | -       | -       | -       | -       | -                | -               |
| Totale   | 26             | 0              | 47             | 73             | 1402           | 2189           | 1       | 3       | 4       | 85      | 181     |                  |                 |

Fonti: Enciclopedia del Football - A cura di Roberto Mezzetti; Sito storico SAFV

###### Lega Nazionale B/Lega B
| Stagione | regular season | regular season | regular season | regular season | regular season | regular season | playoff | playoff | playoff | playoff | playoff | playoff   | playoff           |
|          | Vin            | Par            | Per            | Tot            | PF             | PS             | Vin     | Per     | Tot     | PF      | PS      | risultato | avversaria        |
| -------- | -------------- | -------------- | -------------- | -------------- | -------------- | -------------- | ------- | ------- | ------- | ------- | ------- | --------- | ----------------- |
| 2005     | 6              | 0              | 2              | 8              | 286            | 69             | 0       | 1       | 1       | 13      | 34      | Finale    | Bienna Jets       |
| 2006     | 7              | 0              | 1              | 8              | 366            | 49             | 1       | 0       | 1       | 41      | 20      | Campioni  | Landquart Broncos |
| 2008     | 5              | 0              | 3              | 8              | 173            | 197            | -       | -       | -       | -       | -       | -         | -                 |
| 2009     | 3              | 0              | 5              | 8              | 177            | 248            | -       | -       | -       | -       | -       | -         | -                 |
| 2010     | 6              | 0              | 2              | 8              | 284            | 154            | -       | -       | -       | -       | -       | -         | -                 |
| 2011     | 1              | 0              | 9              | 10             | 139            | 302            | -       | -       | -       | -       | -       | -         | -                 |
| 2012     | 4              | 0              | 6              | 10             | 121            | 166            | -       | -       | -       | -       | -       | -         | -                 |
| 2013     | 5              | 0              | 3              | 8              | 167            | 149            | -       | -       | -       | -       | -       | -         | -                 |
| 2014     | 6              | 0              | 4              | 10             | 277            | 171            | -       | -       | -       | -       | -       | -         | -                 |
| 2015     | 5              | 0              | 3              | 8              | 235            | 193            | -       | -       | -       | -       | -       | -         | -                 |
| 2016     | 6              | 0              | 3              | 9              | 308            | 239            | -       | -       | -       | -       | -       | -         | -                 |
| 2017     | 4              | 0              | 4              | 8              | 190            | 174            | -       | -       | -       | -       | -       | -         | -                 |
| 2018     | 8              | 0              | 2              | 10             | 270            | 179            | -       | -       | -       | -       | -       | -         | -                 |
| 2019     | 6              | 0              | 4              | 10             | 204            | 173            | -       | -       | -       | -       | -       | -         | -                 |
| 2021     | 6              | 0              | 0              | 6              | 292            | 38             | 3       | 0       | 3       | 131     | 21      | Campioni  | Bienna Jets       |
| Totale   | 79             | 0              | 51             | 130            | 3489           | 2501           | 4       | 1       | 5       | 185     | 75      |           |                   |

Fonte: Sito storico SAFV

##### Herbst Cup A/B
| Stagione | regular season | regular season | regular season | regular season | regular season | regular season | playoff | playoff | playoff | playoff | playoff | playoff    | playoff         |
|          | Vin            | Par            | Per            | Tot            | PF             | PS             | Vin     | Per     | Tot     | PF      | PS      | risultato  | avversaria      |
| -------- | -------------- | -------------- | -------------- | -------------- | -------------- | -------------- | ------- | ------- | ------- | ------- | ------- | ---------- | --------------- |
| 2020     | 5              | 0              | 1              | 6              | 86             | 46             | 0       | 1       | 1       | 10      | 34      | Semifinale | Calanda Broncos |
| Totale   | 5              | 0              | 1              | 6              | 86             | 46             | 0       | 1       | 1       | 10      | 34      |            |                 |

Fonti: Enciclopedia del Football - A cura di Roberto Mezzetti; Sito storico SAFV

##### Campionati giovanili

###### Under-19/Juniorenliga
| Stagione | regular season | regular season | regular season | regular season | regular season | regular season | playoff | playoff | playoff | playoff | playoff | playoff    | playoff          |
|          | Vin            | Par            | Per            | Tot            | PF             | PS             | Vin     | Per     | Tot     | PF      | PS      | risultato  | avversaria       |
| -------- | -------------- | -------------- | -------------- | -------------- | -------------- | -------------- | ------- | ------- | ------- | ------- | ------- | ---------- | ---------------- |
| 2002     | 1              | 0              | 8              | 9              | 57             | 353            | -       | -       | -       | -       | -       | -          | -                |
| 2003     | 2              | 0              | 7              | 9              | 68             | 256            | -       | -       | -       | -       | -       | -          | -                |
| 2004     | 4              | 1              | 4              | 9              | 158            | 198            | -       | -       | -       | -       | -       | -          | -                |
| 2005     | 1              | 1              | 4              | 6              | 66             | 198            | -       | -       | -       | -       | -       | -          | -                |
| 2006     | 1              | 0              | 6              | 7              | 62             | 280            | -       | -       | -       | -       | -       | -          | -                |
| 2007     | 0              | 0              | 8              | 8              | 6              | 377            | -       | -       | -       | -       | -       | -          | -                |
| 2008     | 2              | 0              | 8              | 10             | 124            | 372            | -       | -       | -       | -       | -       | -          | -                |
| 2009     | 1              | 0              | 7              | 8              | 52             | 343            | -       | -       | -       | -       | -       | -          | -                |
| 2010     | 2              | 0              | 4              | 6              | 62             | 93             | -       | -       | -       | -       | -       | -          | -                |
| 2011     | 3              | 0              | 6              | 9              | 134            | 195            | -       | -       | -       | -       | -       | -          | -                |
| 2012     | 8              | 0              | 1              | 9              | 267            | 84             | 0       | 1       | 1       | 7       | 44      | Semifinale | Zürich Renegades |
| Totale   | 25             | 2              | 63             | 90             | 1056           | 2749           | 0       | 1       | 1       | 7       | 44      |            |                  |

Fonte: Sito storico SAFV

###### Under-19 B
| Stagione | regular season | regular season | regular season | regular season | regular season | regular season | playoff | playoff | playoff | playoff | playoff | playoff   | playoff         |
|          | Vin            | Par            | Per            | Tot            | PF             | PS             | Vin     | Per     | Tot     | PF      | PS      | risultato | avversaria      |
| -------- | -------------- | -------------- | -------------- | -------------- | -------------- | -------------- | ------- | ------- | ------- | ------- | ------- | --------- | --------------- |
| 2013     | 5              | 0              | 3              | 8              | 216            | 83             | 1       | 1       | 2       | 28      | 32      | Finale    | Luzern Lions    |
| 2014     | 6              | 0              | 2              | 8              | 215            | 80             | 2       | 0       | 2       | 70      | 14      | Campioni  | Luzern Lions    |
| 2015     | 5              | 0              | 3              | 8              | 201            | 92             | 1       | 1       | 2       | 22      | 41      | Finale    | Geneva Seahawks |
| 2016     | 5              | 0              | 3              | 8              | 220            | 77             | 1       | 1       | 2       | 38      | 34      | Finale    | Luzern Lions    |
| Totale   | 21             | 0              | 11             | 32             | 852            | 332            | 5       | 3       | 8       | 158     | 121     |           |                 |

Fonte: Sito storico SAFV

###### Under-16
| Stagione | regular season | regular season | regular season | regular season | regular season | regular season | playoff | playoff | playoff | playoff | playoff | playoff   | playoff    |
|          | Vin            | Par            | Per            | Tot            | PF             | PS             | Vin     | Per     | Tot     | PF      | PS      | risultato | avversaria |
| -------- | -------------- | -------------- | -------------- | -------------- | -------------- | -------------- | ------- | ------- | ------- | ------- | ------- | --------- | ---------- |
| 2012     | 1              | 0              | 4              | 5              | 62             | 190            | -       | -       | -       | -       | -       | -         | -          |
| 2013     | 2              | 0              | 4              | 6              | 68             | 131            | -       | -       | -       | -       | -       | -         | -          |
| 2014     | 0              | 0              | 6              | 6              | 20             | 168            | -       | -       | -       | -       | -       | -         | -          |
| 2015     | 2              | 0              | 3              | 5              | 110            | 105            | -       | -       | -       | -       | -       | -         | -          |
| 2016     | 2              | 0              | 4              | 6              | 112            | 174            | -       | -       | -       | -       | -       | -         | -          |
| Totale   | 7              | 0              | 21             | 28             | 372            | 768            | -       | -       | -       | -       | -       |           |            |

Fonte: Sito storico SAFV

### Flag football

#### Tornei nazionali

##### Campionati giovanili

###### Under-15
| Stagione | regular season | regular season | regular season | regular season | regular season | regular season | playoff | playoff | playoff | playoff | playoff | playoff   | playoff    |
|          | Vin            | Par            | Per            | Tot            | PF             | PS             | Vin     | Per     | Tot     | PF      | PS      | risultato | avversaria |
| -------- | -------------- | -------------- | -------------- | -------------- | -------------- | -------------- | ------- | ------- | ------- | ------- | ------- | --------- | ---------- |
| 2008     | 3              | 0              | 6              | 9              | 218            | 301            | -       | -       | -       | -       | -       | -         | -          |
| 2009     | -              | -              | -              | -              | -              | -              | -       | -       | -       | -       | -       | -         | -          |
| Totale   | 3              | 0              | 6              | 9              | 218            | 301            | -       | -       | -       | -       | -       |           |            |

Fonte: Sito storico SAFV

###### Under-13
| Stagione | regular season | regular season | regular season | regular season | regular season | regular season | playoff | playoff | playoff | playoff | playoff | playoff    | playoff                     |
|          | Vin            | Par            | Per            | Tot            | PF             | PS             | Vin     | Per     | Tot     | PF      | PS      | risultato  | avversaria                  |
| -------- | -------------- | -------------- | -------------- | -------------- | -------------- | -------------- | ------- | ------- | ------- | ------- | ------- | ---------- | --------------------------- |
| 2005     | 3              | 1              | 4              | 8              | 241            | 175            | 0       | 1       | 1       | 14      | 38      | Semifinale | Winterthur Warriors Celtics |
| 2006     | 5              | 1              | 2              | 8              | 221            | 150            | 0       | 1       | 1       | 0       | 12      | Semifinale | Rafz Bulldogs 2             |
| 2007     | 2              | 1              | 9              | 12             | 215            | 337            | -       | -       | -       | -       | -       | -          | -                           |
| 2011     | 0              | 0              | 12             | 12             | 0              | 600            | -       | -       | -       | -       | -       | -          | -                           |
| Totale   | 10             | 3              | 27             | 40             | 667            | 1262           | 0       | 2       | 2       | 14      | 50      |            |                             |

Fonte: Sito storico SAFV

### Riepilogo fasi finali disputate
| Anno              | Luogo | Evento           | Fase del torneo | Incontro                        | Risultato |
| 1º settembre 2002 |       | Campionato       | Wild Card       | Seaside Vipers - Thun Tigers    | 42 - 19   |
| 9 luglio 2005     |       | Lega B           | Finale          | Bienna Jets - Thun Tigers       | 34 - 13   |
| 9 luglio 2006     |       | Lega B           | Finale          | Thun Tigers - Landquart Broncos | 41 - 20   |
| 3 ottobre 2020    |       | Herbst Cup A/B   | Semifinale      | Calanda Broncos - Thun Tigers   | 34 - 10   |
| 23 ottobre 2021   |       | Lega B           | Finale          | Thun Tigers - Bienna Jets       | 20 - 14   |
| 9 luglio 2022     | Berna | Lega Nazionale A | Semifinale      | Bern Grizzlies - Thun Tigers    | 45 - 0    |
| 15 luglio 2023    |       | Lega Nazionale A | Swiss Bowl      | Calanda Broncos - Thun Tigers   | 53 - 21   |

## Palmarès
- 2 Lega B (2006, 2021)
- 2 Junior Bowl B (2014, 2017)